# Euphorbia anoplia
Euphorbia anoplia là một loài thực vật có hoa trong họ Đại kích. Loài này được Stapf mô tả khoa học đầu tiên năm 1923.

## Hình ảnh

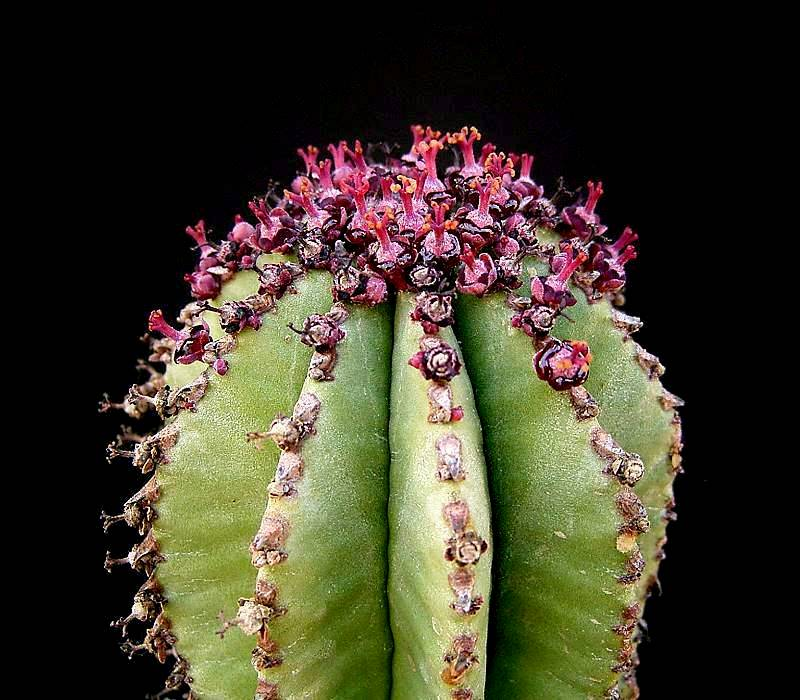
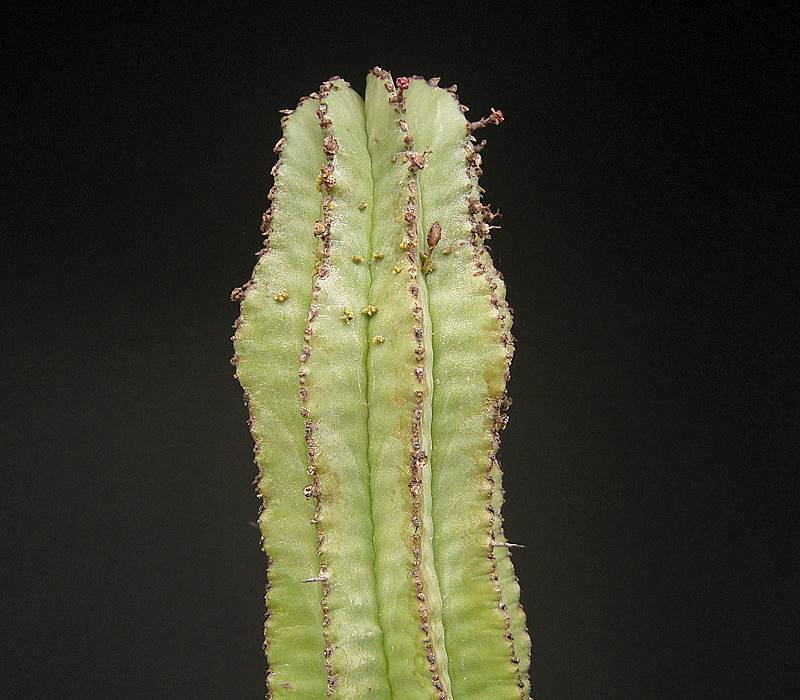